# تاكاشي ميورا
تاكاشي ميورا (باليابانية: 三浦隆司) مواليد 14 مايو 1984، هو ملاكم محترف ياباني بدأ مسيرته الاحترافية سنة 2003 حيث انتصر في نزاله الأول. حقق بطولة المجلس العالمي للملاكمة.

## المسيرة الاحترافية
من نزالاته:
- انتصر على بيلي ديب بالضربة الفنية القاضية (01-05-2015).
- انتصر على دانتي جاردون بالضربة الفنية القاضية (31-12-2013).
- انتصر على غاماليل دياز بالضربة الفنية القاضية (08-04-2013).
- خسر أمام تاكاشي أوتشياما (31-01-2011).
- خسر أمام يوسوكي كوبوري (15-09-2007).

## إحصائيات
خاض خلال مسيرته 34 نزالا، فاز في 29 وتعادل في 2 وخسر في 3. فاز بالضربة القاضية في 22 نزالا.

## روابط خارجية
- تاكاشي ميورا على موقع بوكس ريك (الإنجليزية) (registration required)